# Thurn-und-Taxis-Post

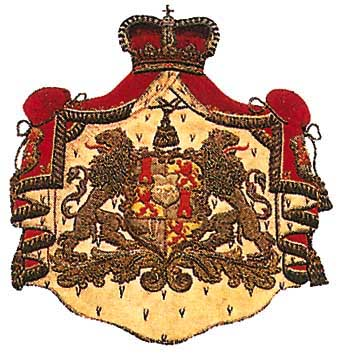
Gemehrtes Wappen der Fürsten Thurn und Taxis

Die Thurn-und-Taxis-Post war als Privatunternehmen Nachfolger der von den Thurn und Taxis organisierten Kaiserlichen Reichspost. Die Thurn-und-Taxis-Post mit der Zentrale in Frankfurt am Main bestand von 1806 bis 1867 und wurde von Mitgliedern des Hauses Thurn und Taxis betrieben.

## Das Ende der Kaiserlichen Reichspost
Im Verlauf des 16. Jahrhunderts wurde die Taxis-Dynastie mit der Beförderung der kaiserlichen Kurierpost im Heiligen Römischen Reich, in den Burgundischen Niederlanden, später Spanischen Niederlanden, Spanien und Burgund betraut. 1595 wurde Leonhard I. von Taxis Generalpostmeister des Reichs. Seit dem Jahr 1615 wurde das Amt unter Lamoral von Taxis erblich. Im Jahre 1650 durfte sich das Haus Taxis mit kaiserlicher Genehmigung in Thurn und Taxis umbenennen. In der Folge konnte sich die Kaiserliche Reichspost im Konkurrenzkampf gegen die Landespostanstalten behaupten.
Bedingt durch die Revolutionskriege und die Napoleonischen Eroberungen verlor die Kaiserliche Reichspost unter dem Generalpostmeister Carl Anselm von Thurn und Taxis einen Großteil ihrer Interessengebiete. Nach dem Tod Carl Anselms von Thurn und Taxis am 13. November 1805 trat sein Sohn Karl Alexander von Thurn und Taxis die Nachfolge an.

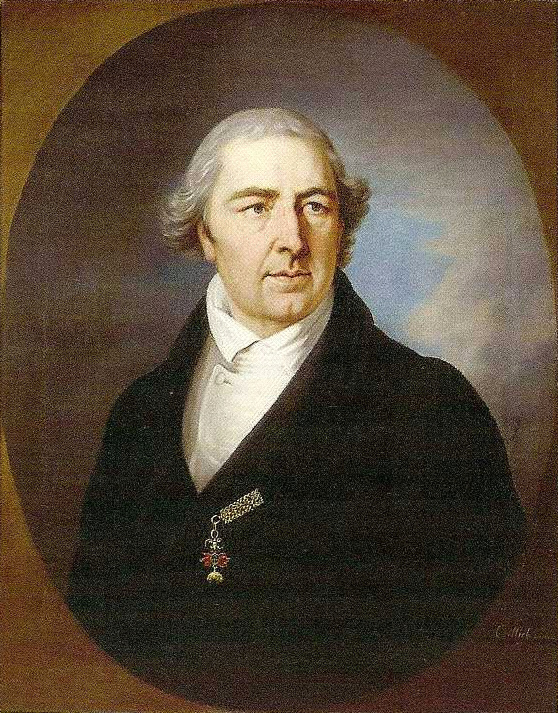
Karl Alexander von Thurn und Taxis

Nach dem Pressburger Frieden im Dezember 1805 wurde der Betrieb der Kaiserlichen Reichspost in Württemberg aufgehoben und in staatlicher Regie weitergeführt. Dagegen erhielt Karl Alexander von Thurn und Taxis am 24. Februar 1806 die Bayrische Post als Thronlehen. Am 2. Mai 1806 wurde ein Lehnsvertrag zwischen Baden und Karl Alexander von Thurn und Taxis über das Betreiben der Post geschlossen.
Die Gründung des Rheinbundes am 12. Juli 1806 bedeutete faktisch das Ende des Heiligen Römischen Reiches und damit auch das Ende der Kaiserlichen Reichspost mitsamt dem Postgeneralat der Thurn und Taxis. Am 6. August 1806 legte Franz II. die deutsche Kaiserkrone nieder.
Die von den Thurn und Taxis organisierte und geleitete Kaiserliche Reichspost existierte zwar nicht mehr, aber Therese Mathilde von Thurn und Taxis versuchte in Verhandlungen mit den Landesfürsten des Rheinbunds und Napoleon die Thurn-und-Taxis-Post als Privatunternehmen zu erhalten.

## Die Thurn-und-Taxis-Post
Am 1. August 1808 übernahm Bayern den Postbetrieb in Staatsregie. Baden folgte am 2. August 1811. Da Regensburg an Bayern fiel, wurde die Postdirektion der Thurn und Taxis im Jahre 1810 nach Frankfurt am Main verlagert.
Nach der Niederlage und ersten Verbannung Napoleons wurden beim Wiener Kongress in Artikel 17 der Deutschen Bundesakte vom 8. Juni 1815 die Einnahmen der ehemaligen Postanstalten des Hauses Thurn und Taxis in mehreren Staaten des Deutschen Bundes als rechtmäßige Ansprüche bestätigt. Staaten, die ein eigenes Postwesen aufgebaut hatten oder dies beabsichtigten, wurden zu einer angemessenen Entschädigung verpflichtet.
Nach der Bundesakte gehörten das Großherzogtum Hessen, Nassau, Sachsen-Weimar, Sachsen-Meiningen, Coburg-Gotha, die Fürstentümer Reuß und Schwarzburg-Rudolstadt, die Freien Städte Frankfurt, Hamburg, Bremen und Lübeck, die Fürstentümer Hohenzollern, Lippe-Detmold und Schaumburg-Lippe zur jetzt privat betriebenen Thurn-und-Taxis-Post. Der Sitz der Zentrale in Frankfurt wurde am 20. Mai 1816 bestätigt.
Am 14. Mai 1816 schloss Karl Alexander von Thurn und Taxis einen Vertrag mit dem Kurfürsten Wilhelm I. von Hessen, der seine landesherrlichen Posten als Erbmannthronlehen an die Fürsten von Thurn und Taxis gab (siehe auch den Vertrag der Thurn-und-Taxis-Post vom 23. Januar 1814 mit der kurfürstlich-hessischen Post über gegenseitigen Brieftransport).
Am 27. Juli 1819 übertrug Württemberg das Eigentum und die Verwaltung seiner Staatspost an den Fürsten von Thurn und Taxis, da das Land die fällige Entschädigung nicht zahlen konnte.

## Deutsch-Österreichischer Postverein
1847 trat in Dresden eine deutsche Postkonferenz zusammen, deren Arbeiten zum Abschluss des deutsch-österreichischen Postvereinsvertrags führte, welcher am 1. Juli 1850 in Kraft trat. Am 6. April 1850 trat die Thurn-und-Taxis-Post dem Deutsch-Österreichischen Postverein bei und löste damit eine negative Reaktion der preußischen Regierung aus. Vor allem Bismarck als Vertreter beim Deutschen Bund in Frankfurt äußerte sich abfällig.
Am 22. März 1851 trennte sich Württemberg von der Thurn-und-Taxis-Post und führte die Post als Staatsbetrieb weiter.
Am 1. Januar 1852 führte die Thurn-und-Taxis-Post Briefmarken in zwei Varianten ein: Kreuzer und Groschen.

## Das Ende der Thurn-und-Taxis-Post
Nach dem Sieg im preußisch-österreichischen Krieg 1866 besetzte Preußen die Freie Stadt Frankfurt und zwang die Thurn-und-Taxis-Zentrale zu einem Abtretungsvertrag: Gegen eine Abfindung musste man die Posteinrichtung dem preußischen Staat überlassen. Der Vertrag wurde am 28. Januar 1867 ratifiziert, und die Übergabe erfolgte am 1. Juli 1867. Letzter Generalpostdirektor der Thurn-und-Taxis-Post in Frankfurt war Eduard von Schele zu Schelenburg.

## Briefmarken der Thurn-und-Taxis-Post
Die Postwertzeichen gab es zwischen 1852 und 1866. Die Gültigkeit endete am 30. Juni 1867. Es handelte sich um Ziffernzeichnungen im schwarzen Buchdruck auf farbigem Papier von C. Naumann aus Frankfurt am Main. Die Marken wurden für den Nördlichen Bezirk in Silbergroschen (1 Thaler = 30 Silbergroschen) und im Südlichen Bezirk in Kreuzer (1 Gulden = 60 Kreuzer) herausgegeben.

Nördlicher Bezirk
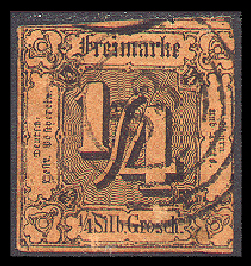
1/4 Silbergroschen von 1852
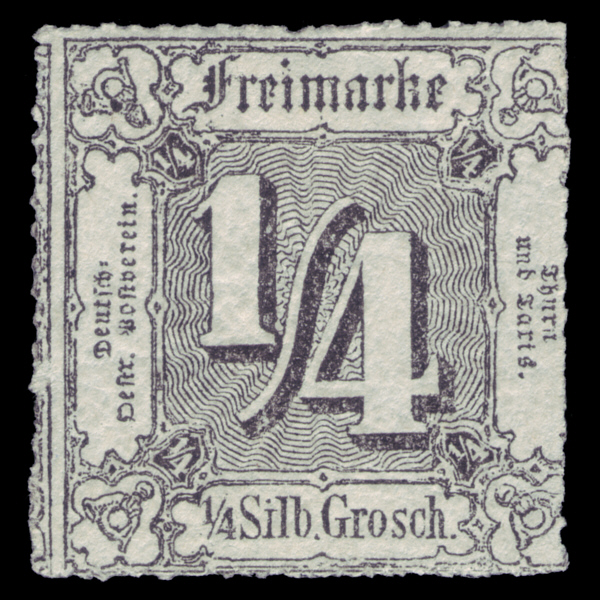
1/4 Silbergroschen von 1865
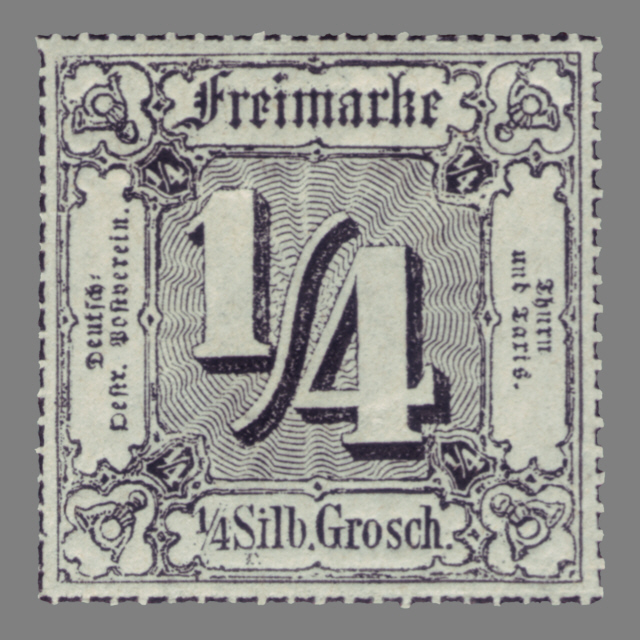
1/4 Silbergroschen von 1866
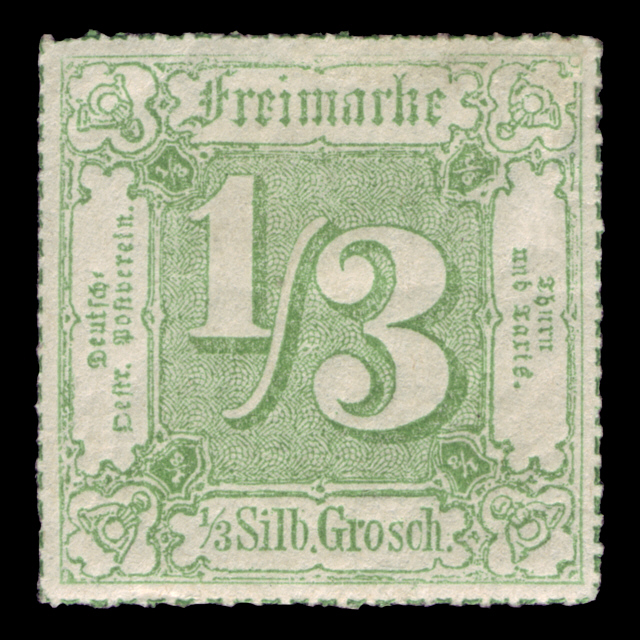
1/3 Silbergroschen von 1866
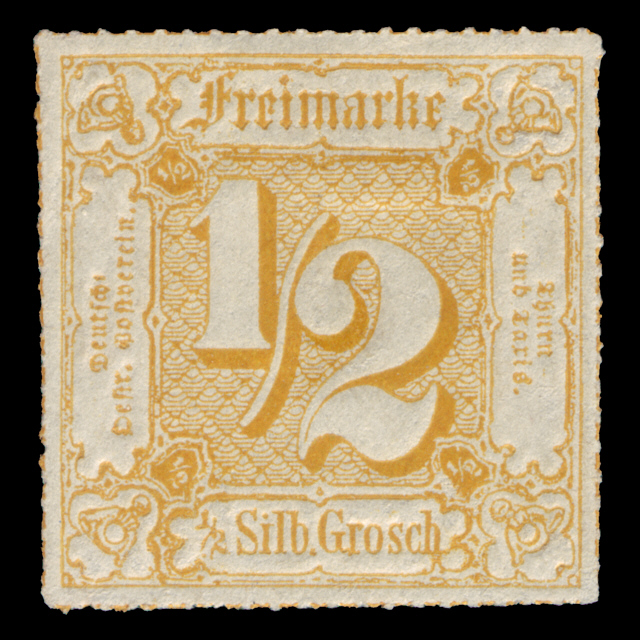
1/2 Silbergroschen von 1866
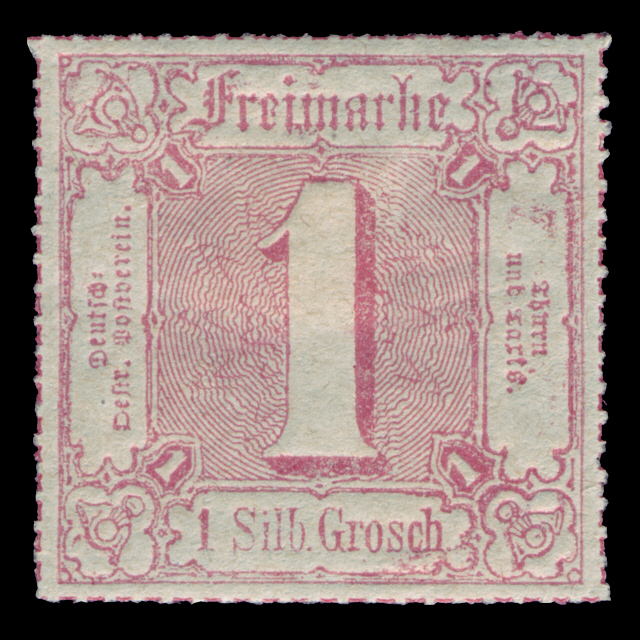
1 Silbergroschen von 1866
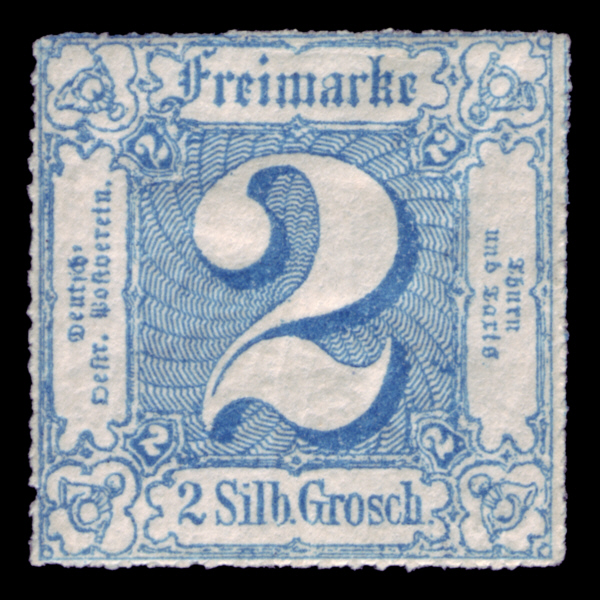
2 Silbergroschen von 1865
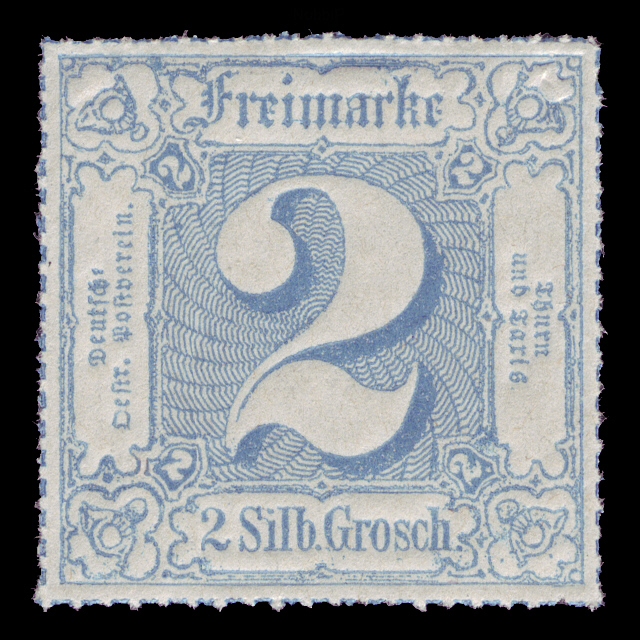
2 Silbergroschen von 1866
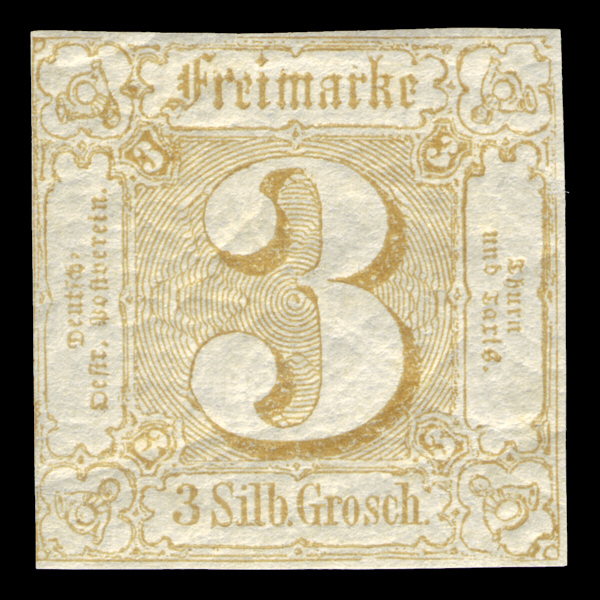
3 Silbergroschen von 1863
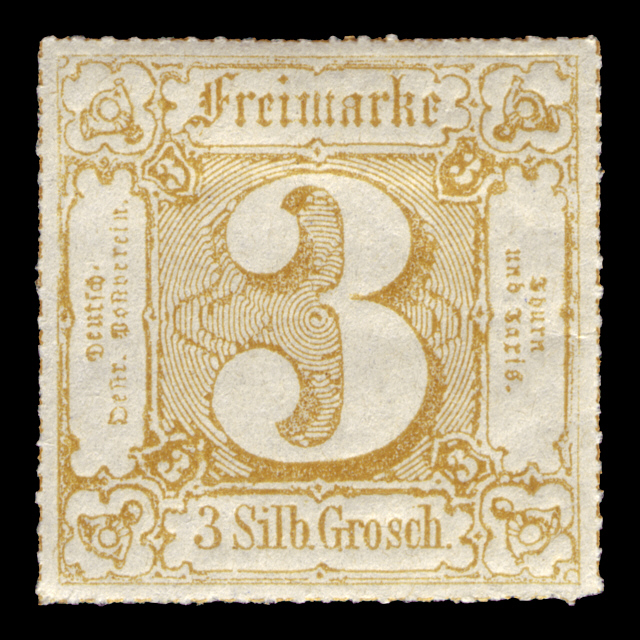
3 Silbergroschen von 1866

Südlicher Bezirk
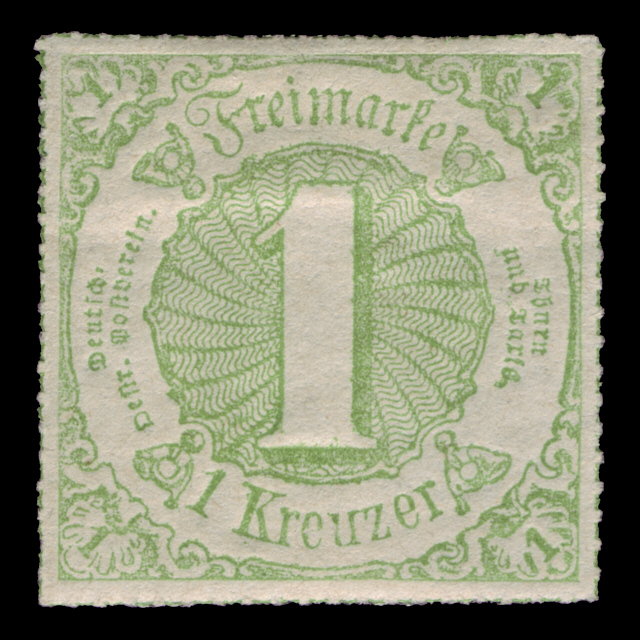
1 Kreuzer
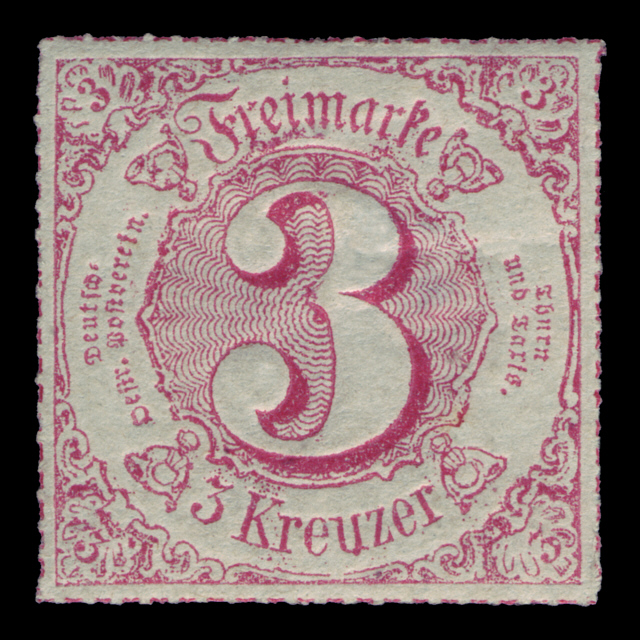
3 Kreuzer
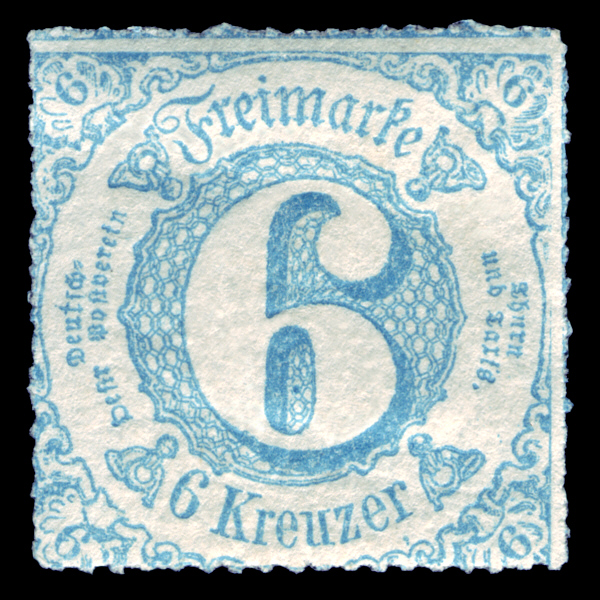
6 Kreuzer von 1865
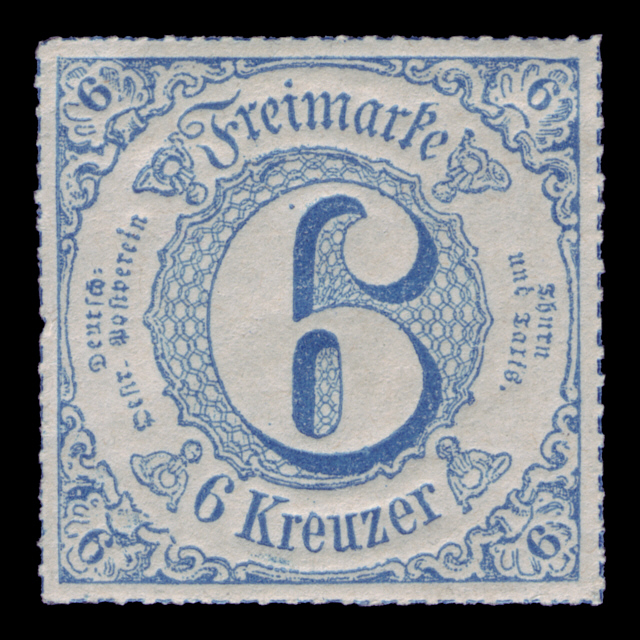
6 Kreuzer von 1866
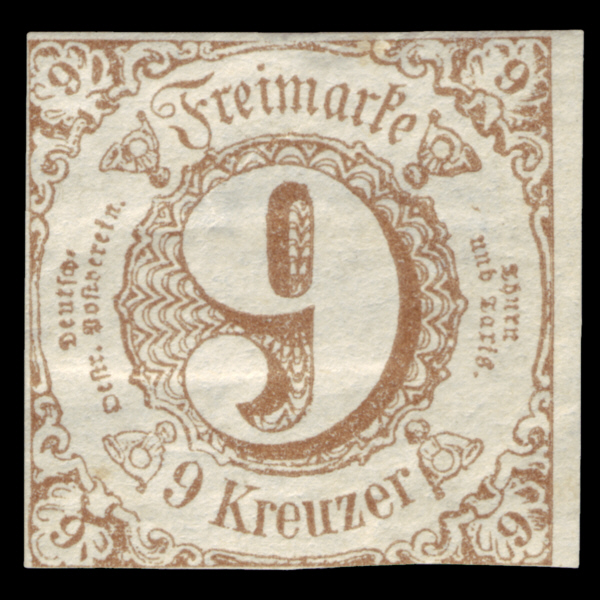
9 Kreuzer
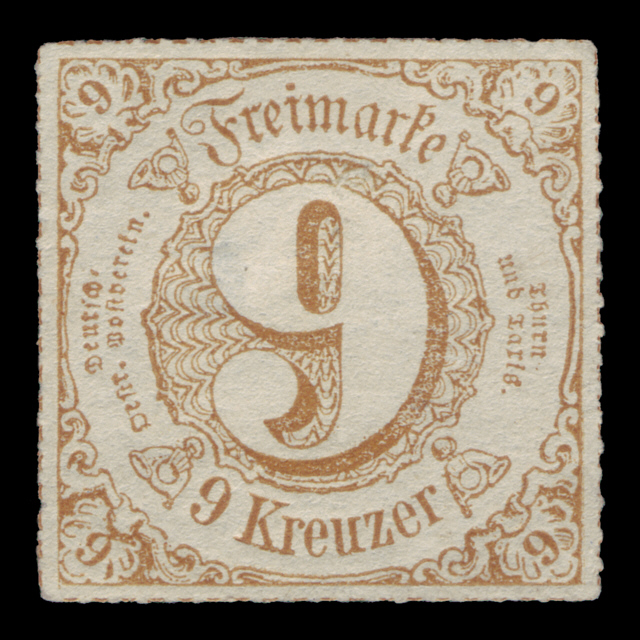
9 Kreuzer von 1866 (54I)
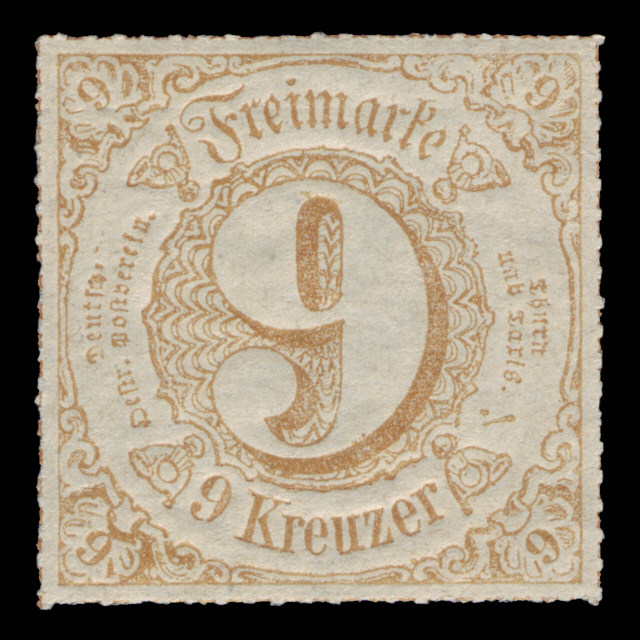
9 Kreuzer von 1866 (54II)
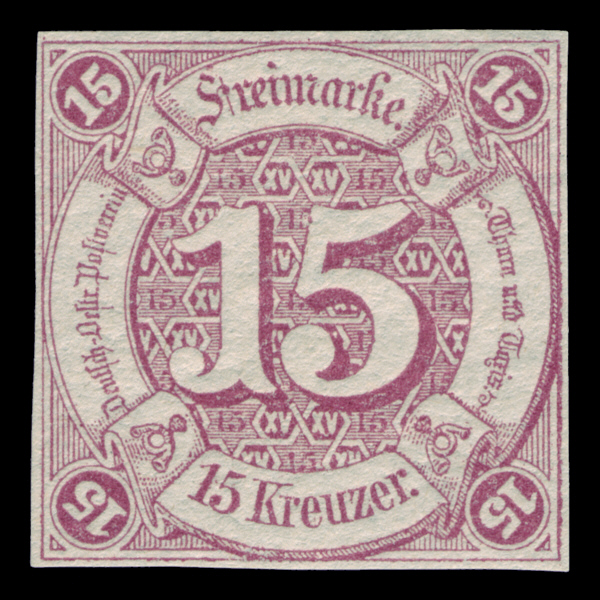
15 Kreuzer
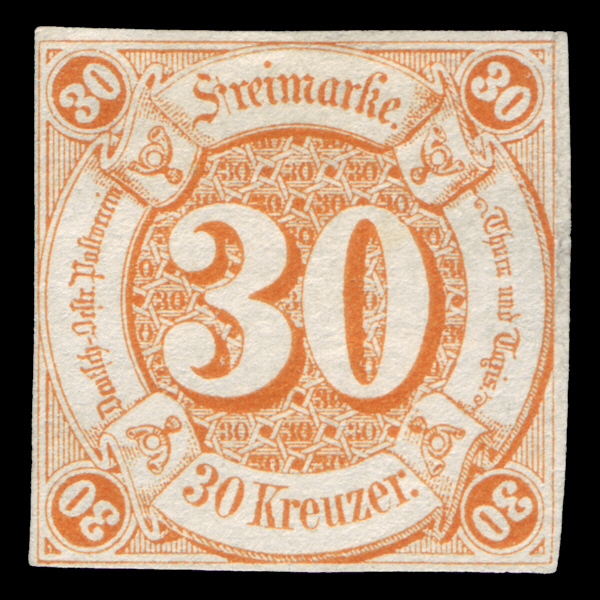
30 Kreuzer